# 長海
長海（ちょうかい、生没年不詳）は、戦国時代の真言宗の僧侶。僧位は法印。
越後国春日山城の北の丸にあった大乗寺の住持で、春日山城主の上杉謙信の庇護を受けた。また謙信の密教の師として側近くに近侍していたという。他にも同じ大乗寺の良海、法音寺の能海、妙観院の尊海が謙信の密法修行を支えたという。天正6年（1578年）謙信が亡くなり、その葬儀が行われる事になった際には、葬儀の導師を務めている。